# Coefficient de bloc
Le coefficient de bloc est un des coefficients utilisés en architecture navale pour concevoir et comparer la coque d'un navire. Il est égal au rapport du volume de la partie immergée au volume du parallélépipède rectangle la contenant entièrement.
Les grands navires de commerce, tels les vraquiers Capesize ou les super-pétroliers, ont des coefficients de bloc très élevés, atteignant 0,90. À l'opposé, un voilier aux lignes fines pourra avoir un coefficient de bloc plus faible, de l'ordre de 0,40.
Le coefficient de bloc est couramment noté CB.

## Coefficients typiques
| Type de navire                       | Coefficient de bloc CB | Coefficient prismatique CP | Coefficient de surface mouillée CWP |
| ------------------------------------ | ---------------------- | -------------------------- | ----------------------------------- |
| Vraquier des Grands Lacs             | 0,900                  | 0,905                      | 0,950                               |
| Pétrolier VLCC 250 000 tpl           | 0,842                  | 0,845                      | 0,916                               |
| Minéralier                           | 0,808                  | 0,812                      | 0,883                               |
| Pétrolier 76 000 tpl                 | 0,802                  | 0,804                      | 0,874                               |
| Cargo polyvalent, lent               | 0,800                  | 0,806                      | 0,880                               |
| Pétrolier 35 000 tpl                 | 0,757                  | 0,774                      | 0,845                               |
| Cargo polyvalent, vitesse moyenne    | 0,700                  | 0,714                      | 0,810                               |
| Navire de ravitaillement offshore    | 0,660                  | 0,728                      | 0,892                               |
| Navire de ravitaillement             | 0,652                  | 0,665                      | 0,777                               |
| Porte-conteneurs                     | 0,600                  | 0,619                      | 0,740                               |
| Navire de ligne                      | 0,594                  | 0,594                      | 0,694                               |
| Remorqueur portuaire                 | 0,585                  | 0,656                      | 0,800                               |
| Porte-avions                         | 0,578                  | 0,587                      | 0,729                               |
| Cargo polyvalent, rapide             | 0,576                  | 0,593                      | 0,695                               |
| Porte-barges                         | 0,570                  | 0,600                      | 0,820                               |
| Roulier                              | 0,568                  | 0,584                      | 0,671                               |
| Yacht motorisé de haute mer          | 0,565                  | 0,602                      | 0,724                               |
| Remorqueur de haute mer ou chalutier | 0,550                  | 0,660                      | 0,850                               |
| Liner                                | 0,530                  | 0,554                      | 0,690                               |
| Ferry de haute mer                   | 0,530                  | 0,582                      | 0,680                               |
| Croiseur                             | 0,510                  | 0,630                      | 0,780                               |
| Destroyer                            | 0,510                  | 0,600                      | 0,760                               |
| Frégate                              | 0,470                  | 0,610                      | 0,750                               |

## Calcul
Le coefficient bloc se calcule dans le cas général avec la formule :
{\displaystyle C_{p}={\frac {\nabla }{L_{WL}B_{WL}T}}}
- {\displaystyle \nabla }est le Déplacement (navire) en tonnes
- {\displaystyle L_{WL}} la longueur de la coque sur la ligne de flottaison en m
- {\displaystyle B_{WL}} la largeur de la coque sur la ligne de flottaison en m
- {\displaystyle T} le Tirant d'eau en m

Le coefficient bloc se calcule généralement pour le chargement maximal, mais d'autres cas peuvent être considérés